# 高知反应
高知反应（Kochi reaction）指羧酸用四乙酸铅和氯化锂处理，发生脱羧氯化作用生成氯代烃。
{\displaystyle RCOOH+Pb(OAc)_{4}+LiCl\ {\xrightarrow {80^{o}C}}\ RCl+CO_{2}+Pb(OAc)_{2}+HOAc+LiOAc}
这是汉斯狄克反应的变体。三级和二级脂肪族羧酸最易反应，脂环族与杂环羧酸也可发生此反应，不过一级脂肪酸效果较差，芳香族羧酸产率亦较低。
用其他溴化锂和碘化锂代替氯化锂可以得到相应的卤代烃类。反应副产物为四乙酸铅与氯代烃产生的氯甲烷。

## 反应机理
有人提出为自由基历程。